# گیلرمو پونت
گیلرمو پونت (انگلیسی: Guillermo Pont; ۱۲ ژوئیهٔ ۱۹۲۱ – ۲۷ اکتبر ۲۰۰۰) بازیکن فوتبال اهل اسپانیا بود.
از باشگاه‌هایی که در آن بازی کرده‌است می‌توان به باشگاه فوتبال رئال مادرید اشاره کرد.